# 本多記念会
公益財団法人本多記念会（こうえきざいだんほうじんほんだきねんかい）は、物理学者である本多光太郎の学徳を永く顕彰することを目的として設立された記念財団である。

## 賞
本多記念会は以下の賞を授与している。

### 本多記念賞
学術の研究を奨励助長するために、我が国に国籍を有するもので、理工学特に金属及びその周辺材料に関する研究を行い、科学文化の進展に卓抜な貢献をしたものに贈られる記念賞である。
| 回 | 年     | 受賞者     | 業績 |
| -- | ------ | ---------- | --- |
| 1  | 1959年 | 村上武次郎 | 鉄鋼の物理冶金学的研究                                                                                          |
| 2  | 1960年 | 茅誠司     | 金属強磁性結晶体に関する研究                                                                                    |
| 3  | 1961年 | 小野鑑正   | 金属の疲労の研究並びにその実地応用面の開拓                                                                      |
| 4  | 1962年 | 増本量     | 強磁性金属及び合金の異常性の研究                                                                                |
| 5  | 1963年 | 西村秀雄   | アルミニウム三元素合金平衡状態図の系統的研究                                                                    |
| 6  | 1964年 | 武井武     | O.P 磁石の発明及びその応用                                                                                      |
| 7  | 1965年 | 廣根徳太郎 | 金属電子論及び統計力学に基づく金属合金の理論並びに化合物磁性の研究                                              |
| 8  | 1966年 | 的場幸雄   | 製鋼反応の物理化学的研究                                                                                        |
| 9  | 1967年 | 三島徳七   | MK磁石の研究及び発明                                                                                            |
| 10 | 1968年 | 澤村宏     | 鉄鋼の物理化学的研究並びに鋳鉄の研究                                                                            |
| 11 | 1969年 | 藤原武夫   | 特定の結晶方位をもつ金属単結晶の製作法の創案と結晶異方性に関する研究並びに新しいx線ラウエ回折法の創案とその応用 |
| 12 | 1971年 | 佐藤知雄   | 鉄鋼中の炭化物に関する研究                                                                                      |
| 13 | 1972年 | 西山善次   | マルテンサイト変態の結晶学的研究                                                                                |
| 14 | 1973年 | 関口春次郎 | 鋼材の溶接に関する研究                                                                                          |
| 15 | 1974年 | 五十嵐勇   | 強力アルミニウム合金の研究開発                                                                                  |
| 16 | 1975年 | 佐野幸吉   | 鉄鋼製錬の化学冶金学的研究                                                                                      |
| 17 | 1976年 | 岡田實     | 溶接冶金学の確立とプラズマ熱加工分野の開拓                                                                      |
| 18 | 1977年 | 今井勇之進 | 鋼の合金元素としての窒素の作用                                                                                  |
| 19 | 1978年 | 作井誠太   | 金属材料の衝撃変形に関する研究                                                                                  |
| 20 | 1979年 | 木原博     | 溶接構造用高張力鋼および低温用鋼の溶接性ならびにぜい性破壊特性に関する研究                                      |
| 21 | 1980年 | 白川勇記   | 金属・合金の磁性研究と新磁性材料の開発に関する業績                                                              |
| 22 | 1981年 | 五弓勇雄   | 金属塑性加工に関する基礎的研究とその応用                                                                        |
| 23 | 1982年 | 橋口隆吉   | 金属工学における格子欠陥の研究                                                                                  |
| 24 | 1983年 | 竹内榮     | 金属の統計熱力学的研究                                                                                          |
| 25 | 1984年 | 不破祐     | 鉄鋼製錬の物理化学的研究                                                                                        |
| 26 | 1985年 | 村上陽太郎 | 非鉄金属材料の金属組織学的研究                                                                                  |
| 27 | 1986年 | 鈴木平     | 金属および合金の結晶の強度に関する研究                                                                          |
| 28 | 1987年 | 鈴木秀次   | 金属中の転位と格子欠陥に関する先駆的研究                                                                        |
| 29 | 1988年 | 盛利貞     | 鉄冶金物理化学の研究                                                                                            |
| 30 | 1989年 | 高村仁一   | 材料科学への格子欠陥的立場からの貢献                                                                            |
| 31 | 1990年 | 久松敬弘   | 金属材料の耐食性の向上に関する研究                                                                              |
| 32 | 1991年 | 近角聰信   | 強磁性体の物性と応用に関する研究                                                                                |
| 33 | 1992年 | 増本健     | アモルファス金属の材料学的研究                                                                                  |
| 34 | 1993年 | 堂山昌男   | 金属結晶欠陥の研究                                                                                              |
| 35 | 1994年 | 守谷亨     | 金属磁性の理論的研究                                                                                            |
| 36 | 1995年 | 橋本初次郎 | 電子回折顕微鏡法による金属および結晶性材料の研究                                                                |
| 37 | 1996年 | 清水謙一   | マルテンサイト変態など各種相変態ならびに形状記憶効果と超弾性に関する先駆的研究                                  |
| 38 | 1997年 | 平林眞     | 無機材料の結晶構造と相変態および欠陥構造に関する研究                                                            |
| 39 | 1998年 | 西澤泰二   | 材料組織の設計・制御に関する熱力学的研究                                                                        |
| 40 | 1999年 | 金森順次郎 | 遷移金属磁性の研究                                                                                              |
| 41 | 2000年 | 藤田英一   | 格子欠陥を中心とする金属物理分野における先駆的研究                                                              |
| 42 | 2001年 | 前田弘     | Bi 系酸化物高温超伝導材料の発見及び開発                                                                         |
| 43 | 2002年 | 佐野信雄   | 鉄鋼製錬反応の熱力学および速度論的研究                                                                          |
| 44 | 2003年 | 佐川眞人   | 超強力ネオジム・鉄・ボロン永久磁石の発明と工業化                                                                |
| 45 | 2004年 | 鈴木謙爾   | パルス中性子散乱による液体ならびにアモルファス金属の構造に関する研究                                            |
| 46 | 2005年 | 平井敏雄   | セラミック・ナノ・コンポジットおよび傾斜機能材料に関する研究                                                    |
| 47 | 2006年 | 岸輝雄     | 材料の非破壊評価に関する研究                                                                                    |
| 48 | 2007年 | 新庄輝也   | 金属人工格子研究分野の創始                                                                                      |
| 49 | 2008年 | 藤森啓安   | アモルファス・ナノ特殊構造物質の磁性の研究                                                                      |
| 50 | 2009年 | 竹内伸     | 固体の塑性変形機構に関する研究                                                                                  |
| 51 | 2010年 | 早稲田嘉夫 | ランダム系物質の微視的構造解明及びX線異常散乱を利用する新しい構造解析法の開発と材料工学への応用                 |
| 52 | 2011年 | 坂公恭     | 透過型電子顕微鏡による無機材料の微細構造とプロセッシングのキャラクタリゼーション                                |
| 53 | 2012年 | 佐久間健人 | セラミック材料の物性に関する研究                                                                                |
| 54 | 2013年 | 細野秀雄   | 透明酸化物の新機能開拓と応用展開に関する先駆的研究                                                              |
| 55 | 2014年 | 十倉好紀   | 遷移金属酸化物における強相関電子機能の開拓                                                                      |
| 56 | 2015年 | 宮崎修一   | チタン系形状記憶合金の研究と開発                                                                                |
| 57 | 2016年 | 村上正紀   | 次世代電子デバイイス用の高機能金属電極材料の創製                                                                |
| 58 | 2017年 | 石田清仁   | 合金状態図と組織制御に関する基礎及び応用研究                                                                    |
| 59 | 2018年 | 深道和明   | 先進磁性機能材料の基礎から応用への展開                                                                          |
| 60 | 2019年 | 新家光雄   | 生体硬組織機能材料の研究開発                                                                                    |
| 61 | 2020年 | 宝野和博   | ナノ構造制御による先進金属材料の開発                                                                            |
| 62 | 2021年 | 永長直人   | 金属磁性体における量子輸送現象の理論研究                                                                        |
| 63 | 2022年 | 花田修治   | 先進構造材料の高機能化に関する研究                                                                              |
| 64 | 2023年 | 前川禎通   | 磁性と伝導及びスピンエレクトロニクスの基礎的研究                                                                |
| 65 | 2024年 | 三島良直   | 金属系構造材料の学理探求と合金開発                                                                              |

### 本多フロンティア賞
理工学特に金属材料などの無機材料、有機材料及びこれらの複合材料の３分野のいずれかの分野に関する研究を行い、学術面あるいは技術面において画期的な発見又は発明を行った者に対して贈られる記念賞である。
| 回 | 年     | 受賞者   | 業績                                                                         |
| -- | ------ | -------- | ---------------------------------------------------------------------------- |
| 1  | 2004年 | 飯島澄男 | カーボンナノチューブの発見                                                   |
| 2  | 2005年 | 吉沢克仁 | ナノ結晶化による軟磁性材料の開拓                                             |
| 3  | 2006年 | 一色実   | 金属の高純度化プロセスの開発                                                 |
| 3  | 2006年 | 細野秀雄 | ナノ構造を制御・活用した電子活性透明酸化物材料の機能開拓                     |
| 4  | 2007年 | 石田清仁 | ミクロ組織設計による先端材料の開発                                           |
| 5  | 2008年 | 青木清   | 耐水素脆化性に優れた非 Pd 系水素透過合金の開発                               |
| 5  | 2008年 | 蔡安邦   | 準結晶合金の創製と準結晶に関する物質科学の確立                               |
| 6  | 2009年 | 髙木英典 | 遷移金属酸化物における相関電子科学の発展と機能開拓への展開                   |
| 6  | 2009年 | 宝野和博 | 金属材料のナノ組織と特性に関する研究                                         |
| 7  | 2010年 | 幾原雄一 | セラミックス粒界超構造の計測と粒界・転位制御材料の創出                       |
| 8  | 2011年 | 川﨑雅司 | 酸化物界面の原子レベル制御による新光電子機能の開拓                           |
| 9  | 2012年 | 森博太郎 | 電子顕微鏡その場観察法による物質極微プロセスの解明                           |
| 10 | 2013年 | 河村能人 | 長周期積層構造型マグネシウム合金の開発                                       |
| 10 | 2013年 | 堀田善治 | 巨大ひずみ加工による高性能材料の創製                                         |
| 11 | 2014年 | 髙橋隆   | 光電子分光法による量子物質の電子構造と物性発現機構の解明                     |
| 11 | 2014年 | 津崎兼彰 | ミクロ組織制御による鉄鋼材料の高性能化                                       |
| 12 | 2015年 | 岩佐義宏 | 電気二重層を利用した高密度2次元電子系の創製と電界制御機能                    |
| 12 | 2015年 | 藤井秀樹 | ユビキタス元素を活用した新チタン合金群の開発と市場創出                       |
| 13 | 2016年 | 岡部徹   | レアメタルの新製錬・新リサイクル技術の発明と開発                             |
| 13 | 2016年 | 富永淳二 | 低消費電力型超格子相変化メモリの開発と、そのトポロジカル物性の発見           |
| 14 | 2017年 | 齊藤英治 | スピン流物性科学の開拓                                                       |
| 14 | 2017年 | 貝沼亮介 | マルテンサイト変態の基礎研究および新型形状記憶合金の発明                     |
| 15 | 2018年 | 小池淳一 | 先端半導体デバイスにおける高信頼性配線材料の開発と自己形成拡散バリア層の発明 |
| 15 | 2018年 | 田中功   | 第一原理計算の材料科学への応用と新材料探索                                   |
| 16 | 2019年 | 乾晴行   | ナノ・メゾ構造を制御した先進構造材料の創製                                   |
| 16 | 2019年 | 新田淳作 | スピン軌道相互作用を用いたスピントロニクスの開拓                             |
| 17 | 2020年 | 有馬孝尚 | 磁気対称性に基づく非相反物質機能の開拓                                       |
| 17 | 2020年 | 戸田裕之 | シンクロトロン放射光CTを利用した3D/4D材料科学の創成                          |
| 18 | 2021年 | 折茂慎一 | 水素化物の新たな機能開拓とエネルギーデバイスへの応用                         |
| 18 | 2021年 | 中野貴由 | 金属材料学を基軸とした骨基質配向化機構解明と制御法の確立                     |
| 19 | 2022年 | 辻伸泰   | バルクナノメタルの創製と組織・力学特性に関する研究                           |
| 19 | 2022年 | 湯浅新治 | 酸化マグネシウム磁気トンネル接合の開発と応用                                 |
| 20 | 2023年 | 藤井英俊 | 硬度変化のない完全接合継手を実現する新規摩擦接合法の開発                     |
| 20 | 2023年 | 吉川彰   | 新規シンチレータ結晶の開発および社会実装                                     |
| 21 | 2024年 | 常行真司 | 材料構造と非調和フォノン物性および電子物性の非経験的予測手法の開発           |
| 21 | 2024年 | 松田祐司 | 量子スピン液体における創発準粒子の研究                                       |

### 本多記念研究奨励賞
わが国の若い研究者で、理工学特に金属及びその周辺材料に関する研究を行い、優れた研究成果または発明を行ったものに対して贈るもので、これにより受賞者の今後の発展を奨励することを目的とする記念賞である。
本多記念会が指定する東北地区の大学、研究機関及び高等専門学校等に在職する３５才以下の研究者で、金属及びその周辺材料に関する研究・教育を行い、優れた成果・教育的貢献が顕著な将来性豊かな者のうちから、選考により適当と認めた者に対して授与される記念賞である。その名は東北特殊鋼の初代社長である原田猪八郎に由来する。